# Adrian Kozniku
Adrian Kozniku (* 27. Oktober 1967 in Đakovica, SFR Jugoslawien), Vorname auch Ardian oder Adrijan, ist ein ehemaliger kroatischer Fußballspieler.
Der Stürmer spielte in der höchsten Liga Jugoslawiens, Kroatiens, Frankreichs und Zyperns und wurde insgesamt viermal Meister, zweimal Pokalsieger und einmal Torschützenkönig.

## Karriere
Koznikus Karriere im Profifußball begann in der Spielzeit 1988/89 beim KF Prishtina in der zweiten jugoslawischen Liga. 1990 wechselte er zum Erstligisten Hajduk Split, wo er 1991 jugoslawischer Pokalsieger sowie 1992 und 1994 kroatischer Meister und 1993 kroatischer Pokalsieger wurde. 1994 nahm ihn der AS Cannes unter Vertrag, wo er u. a. mit Patrick Vieira und Johan Micoud in einer Mannschaft stand. Im Anschluss an die Station Le Havre AC wechselte er für jeweils ein halbes Jahr zum zyprischen Verein APOEL Nikosia und dann nach Korsika zum SC Bastia. Zurück in Kroatien, gewann er mit Dinamo Zagreb zweimal die kroatische Meisterschaft und spielte 1998 bis 2000 in der Gruppenphase der UEFA Champions League.
Nach einem Zwischenspiel beim FC Kärnten in der zweiten Liga Österreichs, lief er zum Abschluss seiner Laufbahn für Hrvatski Dragovoljac Zagreb auf. Insgesamt absolvierte er 245 Erstliga- und 65 Zweitligaspiele und erzielte 94 Tore in der ersten und 17 Tore in der zweiten Liga.
In der kroatischen Nationalmannschaft debütierte Kozniku am 20. April 1994 in Bratislava gegen die Slowakei und nahm an der Weltmeisterschaft 1998 teil, wurde im Endrundenturnier jedoch nicht eingesetzt. Insgesamt absolvierte er für Kroatien sieben Spiele und erzielte dabei zwei Tore.

## Erfolge
- Kroatischer Meister 1992 (20 Spiele/12 Tore), 1994 (27/12), 1999 (18/3) und 2000 (10/2)
- Kroatischer Pokalsieger 1993
- Jugoslawischer Pokalsieger 1991
- Kroatischer Torschützenkönig 1992